# Max Steel
Max Steel es una línea de figuras de acción de 12 pulgadas, consistentes casi en su totalidad en diferentes versiones de Max Steel, el personaje principal, y uno o dos de sus enemigos, un par de vehículos y dos o tres paquetes especiales. La serie de juguetes original se desarrolló entre 1999 y 2013. Al final de ese período, fue sustituida por una serie diferente de juguetes con la misma marca, pero con un cambio en la calidad y el diseño que se pretende vincular a la serie de televisión complementaria en 2013. La línea de 2012 no exhibía una escala de 1/6 de la original y reducía el número de articulaciones y características de acción de las figuras.
Max Steel se desarrolló simultáneamente en una serie animada del mismo nombre, que se emitió originalmente del 25 de febrero de 2000 al 15 de enero de 2002, seguida de nueve películas de animación directo-a-vídeo, que se estrenaron anualmente de 2004 a 2013. Un reinicio se transmitió en Disney XD en los Estados Unidos, donde se había estrenado el 25 de marzo de 2013.

## Serie de juguetes originales (1999-2013)
En 1998, Netter Digital recibió el encargo de Mattel de crear y desarrollar una serie de televisión temática de agentes secretos basada en parte en las aventuras de James Bond, pero dirigida a niños pequeños. La serie se estrenó en 2000, pero desde octubre de 1999, los primeros juguetes basados en la serie llegaron a las estanterías. La línea de juguetes Max Steel se convirtió rápidamente en un éxito instantáneo, aunque la mayoría de los primeros juguetes eran completamente diferentes de los personajes de la serie. Esto puede deberse al hecho de que tanto la serie como los juguetes se desarrollaron simultáneamente, pero de forma independiente. La mayoría de los primeros juguetes de Max Steel tenían una notoria ropa militar, de aventura o deportiva no relacionada con la serie de ninguna manera, pero sorprendentemente bastante similar a la figura de acción de Mattel de los 70, Big Jim. También se observó que en el mercado latinoamericano, muchos juguetes de Big Jim se vendían en ese momento bajo el nombre de "Kid Acero", que literalmente se traduce como "Kid Steel", una línea de juguetes de Mattel diferente que también tenía una trama similar a la de la serie de televisión de Max Steel.
Después del primer año, el desarrollo de la serie fue para Foundation Imaging, una compañía de animación que finalmente se declaró en bancarrota al final de la segunda serie. Mattel eligió entonces a Rainmaker Entertainment como el principal estudio de animación, que en ese momento también estaba a cargo de Transformers: Beast Wars. Siguiendo la misma fórmula de Beast Wars, una vez que Mainframe tomó el control de la producción, cada nuevo juguete hace su aparición en la serie o en las películas, por lo que finalmente hicieron pareja. Después de la película "Peligro de extinción", cada nuevo juego de juguetes incluye al menos un par de animales salvajes como compañeros de Max también. La serie original de juguetes comenzó en 1999 y terminó a finales de 2013, con el reinicio de la serie de televisión. Dado que la línea de juguetes estaba destinada únicamente a niños varones, a pesar de la constante presencia de mujeres capacitadas en la serie como personajes principales o secundarios, nunca se produjeron figuras femeninas.

### Max Steel: Series 1
- Todas las series iniciales de las figuras de acción de Max Steel eran bastante diferentes del personaje de la TV, debido a que el personaje estaba en desarrollo en ese momento. La mayoría de los vehículos de Max Steel de esta serie solían ser azules, con acentos amarillos o verdes, como las series de deportes y espías de Big Jim de principios de los 80. Esta particular combinación de colores fue ampliamente utilizada en todos los juguetes de Max Steel para las olas 1 y 2, a pesar de que los personajes principales de la serie llevan uniformes azules y marrones. Fue sólo hasta la ola 3 cuando se lanzó la primera figura de acción de Max Steel idéntica al personaje de televisión "Going Turbo!", un año después del debut inicial de Max Steel,[4] pero en la nueva sublínea de Urban Siege en lugar de la línea principal de juguetes. Además de las múltiples versiones de juguete de Max, sólo un villano llamado Psycho fue lanzado como el antagonista principal, aunque en la serie de televisión Max tenía más de una docena de enemigos recurrentes diferentes. Las Olas 1 y 2 incluían exactamente la misma figura de acción de Psycho, con sólo pequeños cambios en la caja. La Ola 3 cambió el brazo mecánico de Psycho, por uno nuevo cargado con resortes, mientras que el resto del cuerpo permaneció casi igual. Varios vehículos de gran tamaño, incluyendo un jet, un bote y un par de autos deportivos fueron lanzados como parte de esta serie inicial.

### Series 2
- A finales de 2000, Mattel tomó la decisión de dividir las figuras de Max Steel en diferentes sublíneas. Todos los juguetes relacionados con el deporte, por ejemplo, irían a "Aventura de deportes extremos", mientras que otros irían a "Asedio urbano", "Isla de la serpiente", etc. Vitriol, un nuevo villano de la serie, fue producido como el villano principal en la sublínea "Urban Siege", que se centraba en la lucha contra el terrorismo. Usando los mismos moldes usados para producir "Psycho", Vitriol y Psycho usan los mismos pantalones, aunque de diferentes colores. La única diferencia notoria es que, mientras que el brazo derecho de Psycho es una construcción biónica que puede ser transformada en una garra/láser, los brazos de Vitriol eran verdes, con rasgos claros. Después de los ataques del 11 de septiembre de 2001, dos figuras de acción de Urban Siege fueron inmediatamente retiradas porque contenían unas Cartas de "Misión Secreta" que hacían referencias sin querer al hecho.

### Peligro de extinción
- En 2004, Mattel tomó la decisión de cancelar el programa de televisión y crear en su lugar una serie de películas directas a DVD, que se estrenarán en un programa anual, comenzando por Peligro de extinción. Esto también marcó una dirección completamente nueva de la línea de juguetes. Desde entonces, cada nuevo juego de juguetes de Max Steel aparece en su respectiva película, una fórmula que también se utiliza en Barbie, Monster High y otros productos de Mattel. Como resultado de esta decisión, varios personajes y vehículos icónicos que no estaban incluidos en esa película específica fueron eliminados de la línea de juguetes. El minijuego N-Tek y el Sport Coupe, que eran los principales medios de transporte de Max en la serie de televisión, no tuvieron cabida en las películas, por lo que los respectivos juguetes fueron retirados antes del estreno de la película. Muchos otros elementos de la serie también fueron eliminados de los juguetes, incluyendo cualquier mención de la identidad secreta de Max, "Josh McGrath". Aunque nunca se estrenaron juguetes basados en Josh, se le mencionaba a menudo en los envases de los juguetes.

### Serie "Mundo de los Elementos"
- En la película de 2005 "El dominio de los elementos" se presenta un nuevo villano en la línea de juguetes, una criatura artificial llamada Elementor, que tiene la capacidad de emular 5 elementos diferentes (agua, fuego, aire, tierra y metal). Esto permitió a Mattel crear varias versiones diferentes del mismo personaje, a diferencia de la serie de juguetes anterior en la que normalmente sólo se producían una o dos figuras de villanos. En algún momento, Mattel liberó 10 variaciones diferentes de Elementor, 2 para cada elemento al mismo tiempo. Para la segunda ola, todas las figuras de Max fueron reasignadas a un "Mundo de..." específico, con brazos, equipos y accesorios diseñados para desafiar cada versión específica de Elementor. Así, en el "Mundo del Agua", Max se viste de buzo o surfista, usa una tabla de surf, un bote y lucha contra el Agua Elemental solamente. En "Mundo del Aire", tiene un paracaídas, un jet pack, y lucha contra Air Elementor, y así sucesivamente... La serie de juguetes "Mundo de los elementos" duró 3 años, con un total de 6 olas.

### Series Adrenalink
- En 2007 Mattel abandonó el concepto de Going Turbo! que estaba presente desde el principio de la serie como el carro de combate de Max (y que también se utilizó para transformarse en su forma sobrehumana), por el de Adrenalink. El cambio más notorio en los paquetes de juguetes es que el logo de Max Steel fue cambiado de amarillo a verde. La sublínea de Adrenalink incluye casi todas las versiones deportivas y de aventura de Max no relacionadas con Elementor.

### Max Gear
- A mediados de 2007, Mattel lanzó por primera vez "Max gear" para ser vestida por niños. Los juguetes incluían una espada ninja retráctil, un comunicador de Max, un traje de Max con luz y sonidos de batalla, gafas de visión nocturna, prismáticos y otras cosas similares.

### Series Extroyer
- Esta línea introduce un nuevo villano en la serie de juguetes. El lanzamiento de la primera figura de acción de Extroyer se anunció como un evento especial, que se estrenó sólo un par de semanas antes de que la película Dark Rival se estrenara en Cartoon Network Filipinas a finales de 2007. El paquete original contenía figuras de acción de Max y Extroyer, pero la cara y el cuerpo de Extroyer estaban cubiertos en su mayor parte por las ilustraciones del paquete, por lo que nadie podía saber con seguridad cómo era. Algún tiempo después, el mismo Extroyer estaba disponible como una figura independiente, esta vez descubierta. Todas las figuras de acción relacionadas con la película Dark Rival y este nuevo villano suelen estar denotadas por la palabra "Extroyed" delante del paquete, con nuevos logotipos púrpura u oscuros. La última oleada de la serie Extroyed también incluyó por primera vez a un compañero de crímenes de Max. Aunque en todos los medios Max fue apoyado por un gran elenco de aliados, sólo un androide llamado Cytro, llegó a las figuras de acción. Mattel lo convirtió en un evento especial, y reutilizó el mismo paquete doble misterioso usado para el lanzamiento inicial de Extroyer. A partir de este punto, varias figuras adicionales de Cytro también fueron lanzadas a lo largo de los años hasta el final de la serie original de Max Steel.

### Turbo Missions
- Lanzadas por primera vez en 2009, estas tres series diferentes separaron la línea principal de juguetes en misiones temáticas numeradas, de forma similar a la línea de asedio urbano que pretendía separar las figuras de temática militar de las deportivas en 2000. El subconjunto "Encuentro con los animales" agrupaba todos los juguetes relacionados con los animales y la vida salvaje con Extroyer como el principal villano, mientras que el subconjunto "Alto voltaje" se centraba principalmente en las versiones para agua y rayos de Elementor. Un tercer subconjunto llamado "Invasión N-Tek" simplemente agrupaba todos los otros artículos que no pertenecían a los dos anteriores. Los paquetes de "Turbo Misiones" también tenían grandes números de conjunto (1, 2, 3) en referencia a su respectiva misión. En 2010 se lanzó una segunda oleada de figuras de acción de Turbo Missions, pero esta vez los temas fueron "Bioamenaza", "Ciberataque" y "Ataque Nocturno". Al igual que las anteriores, Bio-Threat agrupó todas las aventuras relacionadas con la contaminación de la tierra, mientras que Night Strike mostró el brillo de las figuras de acción oscuras. El ciberataque fue mayormente el mismo que la Invasión N-tek, agrupando a todos los otros enemigos enfocados en causar caos dentro del cuartel general de N-Tek y aquellas figuras de Max enfocadas en armaduras tecnológicas.

### Serie "Batalla por la Tierra"
- En 2009, Mattel también lanzó una serie de juguetes temáticos sobre la protección y la conservación de la Tierra, cuyo principal villano era un monstruo basado en la contaminación que antes se llamaba Toxzon. Esto incluía juguetes con agua de manantial y características de goteo, además de algunos juguetes de luz y sonido. Estos juguetes mencionaban en los envases frases dedicadas al reciclaje, la sostenibilidad[cita requerida] y soluciones verdes para el planeta. Aunque se centraron en Toxzon, las últimas oleadas de estos juguetes también incluyeron nuevas y últimas versiones de Cytro, Extroyer y Elementor, y terminaron con el lanzamiento final de un nuevo villano llamado Makino a finales de 2011. Este también fue el final de la serie original de Juguetes de Max Steel.[cita requerida]

## Reinicio de serie de juguetes (2013-2017)
En 2013 Mattel terminó su relación con Mainframe, y decidió reiniciar la serie de televisión después de 13 años. Como parte de esta decisión, Playground Productions, Nerd Corps Entertainment y FremantleMedia Kids & Entertainment crearon una historia de origen completamente diferente, y Mattel produjo nuevos juguetes basados en los nuevos diseños, notoriamente diferentes de los originales. El cambio más notable fue la caída de la ropa y los accesorios de los juguetes. Mientras que las figuras de acción originales venían con chaleco y pantalones de tela y accesorios desmontables o a presión -permitiendo así desvestir o vestir a las figuras con equipo adicional-, las nuevas no tenían ropa en absoluto, y todos sus rasgos fueron moldeados directamente sobre la superficie de las figuras. Esto también le permitió a Mattel reducir el costo de producción de las figuras de acción. Las nuevas figuras también carecían de características de resorte, sonido o luz, que no se incluyeron hasta 2016, pero solo en figuras limitadas.
La nueva serie de reinicios también fue notoria por el lanzamiento de los aliados de Max por primera vez. En la línea de juguetes original, sólo Cytro se produjo como compañero de Max en la lucha contra el crimen. En la serie de reinicios, además de Cytro, se lanzaron figuras de acción de Forge Ferrus y Ven-Ghan (Venganza). También otro cambio notorio fue que las nuevas figuras de Max Steel de 2013-2017 fueron moldeadas y formadas como un joven de 16 años, notoriamente más joven y menos musculoso que los originales, pero las figuras hechas después de 2017 reajustadas para emular a un joven de 19 años, haciendo que esta fuera la primera vez que Max mostraba algunas envejecidas en ambos, juguetes y series. Las últimas figuras de acción también cambiaron la cara de Max, haciéndola más similar a la original de 1999.

## Adaptaciones a medios

### Cómics
Cuando se lanzaron los primeros juguetes de Max Steel en 1997, Mattel distribuyó un cómic gratuito de 12 páginas titulado Take it to the Max para presentar el personaje a los niños, escrito por Richard Bruning. Se tradujo al inglés, español, italiano y griego.
En 2006 Mattel publicó una serie de 4 números de mini cómics, cada uno de cuatro páginas. Cada cómic describía un encuentro entre Max y una versión específica de Elementor (Tierra, Fuego, Agua y Aire, respectivamente). Los mini cómics se utilizaron principalmente como folleto para presentar Elementor a los niños.
En 2013, el sello de VIZ Media para todas las edades, Perfect Square, lanzó The Parasites, la primera de una serie de novelas gráficas completas que presentaban un universo renovado de Max Steel que se unía a la nueva serie de televisión. Editada por el ex editor de manga de Naruto, Joel Enos, la primera novela gráfica fue escrita por el cocreador de The Stuff of Legend, Brian Smith, e ilustrada por Jan Wijngaard. Los dos siguientes libros de la serie, Hero Overload y Haywire, se publicaron en 2014 y presentaban historias de los escritores B. Clay Moore y Tom Pinchuk, así como más obras de arte de Wijngaard y del artista de la Fuerza Voltron, Alfa Robbi.

## Series de televisión

#### Max Steel (2000)
Netter Digital Entertainment produjo una serie de televisión del mismo nombre, basada en un estudiante universitario de 19 años llamado Josh McGrath, que tiene superpoderes y puede transformarse en Max Steel. 
La primera temporada duró 13 episodios. Después de eso, Netter Digital había quebrado, así que Foundation Imaging se hizo cargo de la segunda temporada. Por razones similares, la temporada 3 fue desarrollada por Mainframe Entertainment. Unos dos años después de que la serie terminara, se estrenó una película como secuela de la serie, titulada "Peligro de extinción", directamente en DVD. Hubo más películas de Max Steel que se estrenaron cada año desde 2004 hasta 2012, sin embargo, las películas también cambiaron la continuidad, y Josh McGrath ya no existe.

#### Max Steel (2013)
Una reimaginación de la primera serie, que tiene el mismo título, se estrenó en Disney XD el 25 de marzo de 2013. En esta reimaginación, Josh McGrath ya no existe, y se le conoce como Maxwell "Max" McGrath. Además, Max Steel ya no es una persona, sino dos; Maxwell y un Ultralink llamado "Steel". Maxwell (que es un híbrido taquiónico-humano) tiene la capacidad de generar energía Tachyon Unlimited Radiant Bio-Optimized, o TURBO, sin embargo, no puede contenerla, ya que le provoca inestabilidad. Sin embargo Steel, el Ultralink, tiene la capacidad de fusionarse con Maxwell, lo que ayuda a Maxwell a estabilizar su energía turbo. Después de que las dos fuerzas se combinen, se crea "Max Steel".

## Películas
Actualmente, las películas sólo están disponibles en América Latina, con un lanzamiento en inglés desconocido. Max Steel: En peligro de extinción es la única que hasta ahora se ha estrenado en los Estados Unidos. Las películas ofrecen una perspectiva diferente sobre N-Tek y la creación de Max Steel. A través de esto, el mundo ha sido retconectado. Sin embargo en la película de la Alianza Monstruosa, Max Steel dejó de medir sus golpes volviéndose agresivo y matando a todos los villanos. 

### Juegos basados en la franquicia
- Mattel Interactive hizo un videojuego de Max Steel, Max Steel: Covert Missions para el Dreamcast.
- Cada nuevo juguete de Max Steel lanzado a partir de 2007 y hasta finales de 2011 contenía una "tarjeta de crédito". Dependiendo del valor del juguete, las tarjetas contienen una cantidad específica de créditos llamados "Max Points" que pueden ser usados para iniciar sesión y desbloquear y jugar diferentes misiones en el videojuego online Max Steel. El videojuego en línea sólo puede ser accedido a través de la página web oficial de Max Steel. En 2012, como parte del reinicio de Max Steel, las tarjetas de crédito fueron eliminadas y el acceso al sitio web es ahora libre de compras.

## Polémicas

### Retirada temporal de figuras y fin de la línea "Urban Siege"
Cada figura de acción incluía una tarjeta, llamadas Cartas de "Misión Secreta", cada una de estas contenía pistas y tramas sobre ataques terroristas ficticios en suelo americano. Se suponía que los niños debían usar las cartas para ser "informados de su próxima misión y detener a los terroristas" antes de que pudieran demoler un edificio, propagar un virus mortal o detonar una bomba nuclear, entre otras tareas.
Después de los ataques del 11 de septiembre de 2001, unas dos figuras de acción de Urban Siege fueron inmediatamente retiradas porque contenían unas Cartas de "Misión Secreta" que sin querer (dado que se habían fabricado antes de los atentados) hacían referencia al hecho.
Las Cartas de "Misión Secreta" de las figuras de acción, Vitriol y Max Steel Going Turbo, incluían explicitamente un atentando ficticio contra el World Trade Center. Una vez que se eliminó cualquier mención al terrorismo en Nueva York con una estampa negra, los juguetes volvieron a los estantes, pero como parte de la línea principal esta vez. La serie Urban Siege, que se centraba en la lucha contra el terrorismo, terminó inmediatamente después de la retirada.[cita requerida] Otras figuras de diferentes líneas conservaron sus respectivas tarjetas de misión.